# Xã Pavilion, Michigan
Xã Pavilion (tiếng Anh: Pavilion Township) là một xã thuộc quận Kalamazoo, tiểu bang Michigan, Hoa Kỳ. Năm 2010, dân số của xã này là 6.222 người.